# Buick Reatta
O Reatta é um modelo esportivo da Buick oferecido em versões coupé e conversível.